# Javorník (Boêmia Central)
Javorník é uma comuna checa localizada na região da Boêmia Central, distrito de Benešov.